# 벨라야홀루니차

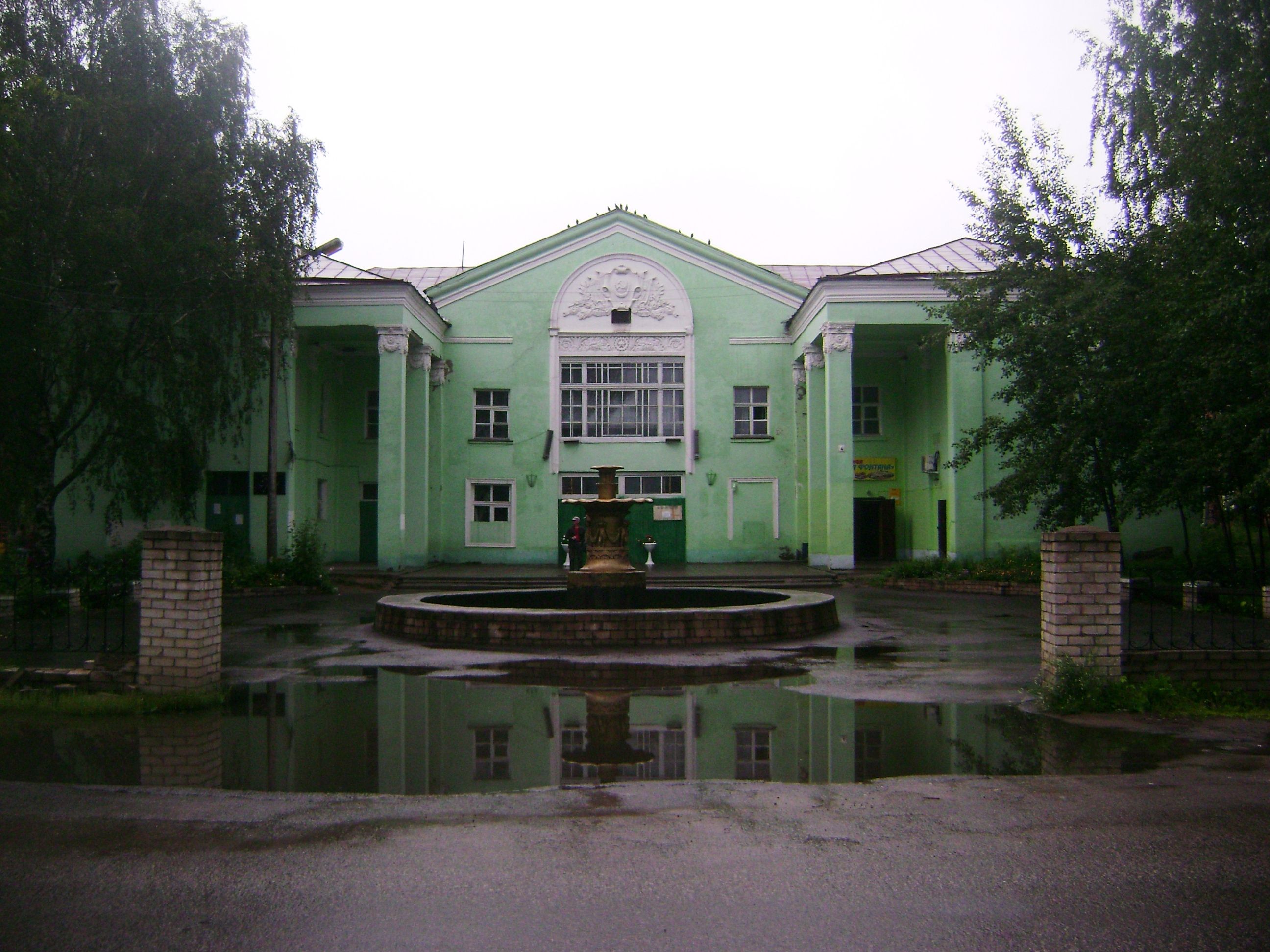

벨라야홀루니차(러시아어: Белая Холуница)는 키로프 주 벨로홀루닌스키 군의 중심지이다.
인구는 1만2,000명(2003)이다.
벨라야홀루니차 강 (뱌트카 강의 지류)이 흘러서 통과하고, 87km지점에 키로프가 위치해 있다.